# Olynthus baton
Olynthus baton är en fjärilsart som beskrevs av Jan Sepp. Olynthus baton ingår i släktet Olynthus och familjen juvelvingar. Inga underarter finns listade i Catalogue of Life.